# St. Augustinus (Stopfenheim)

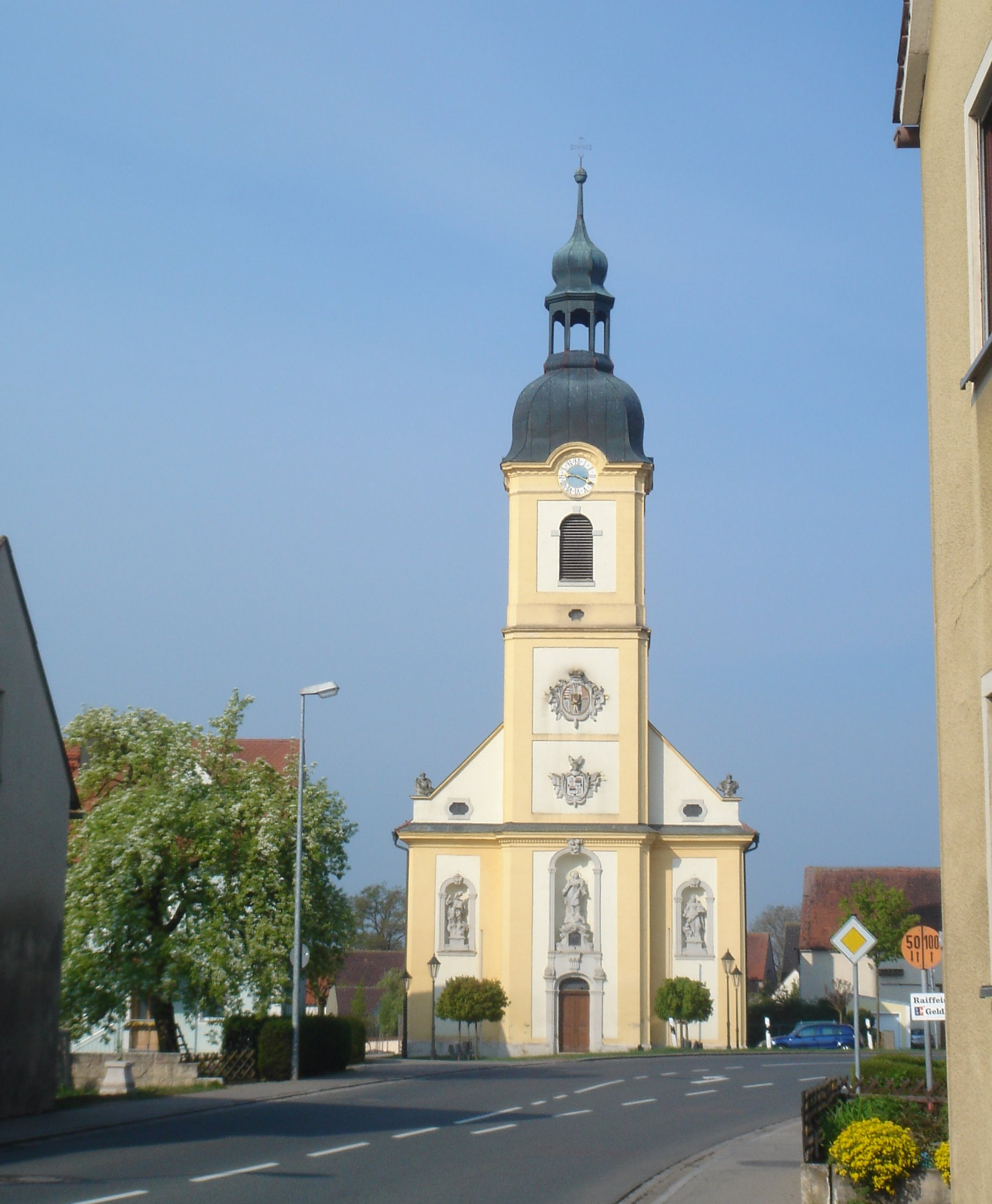
Die St.-Augustinus-Kirche

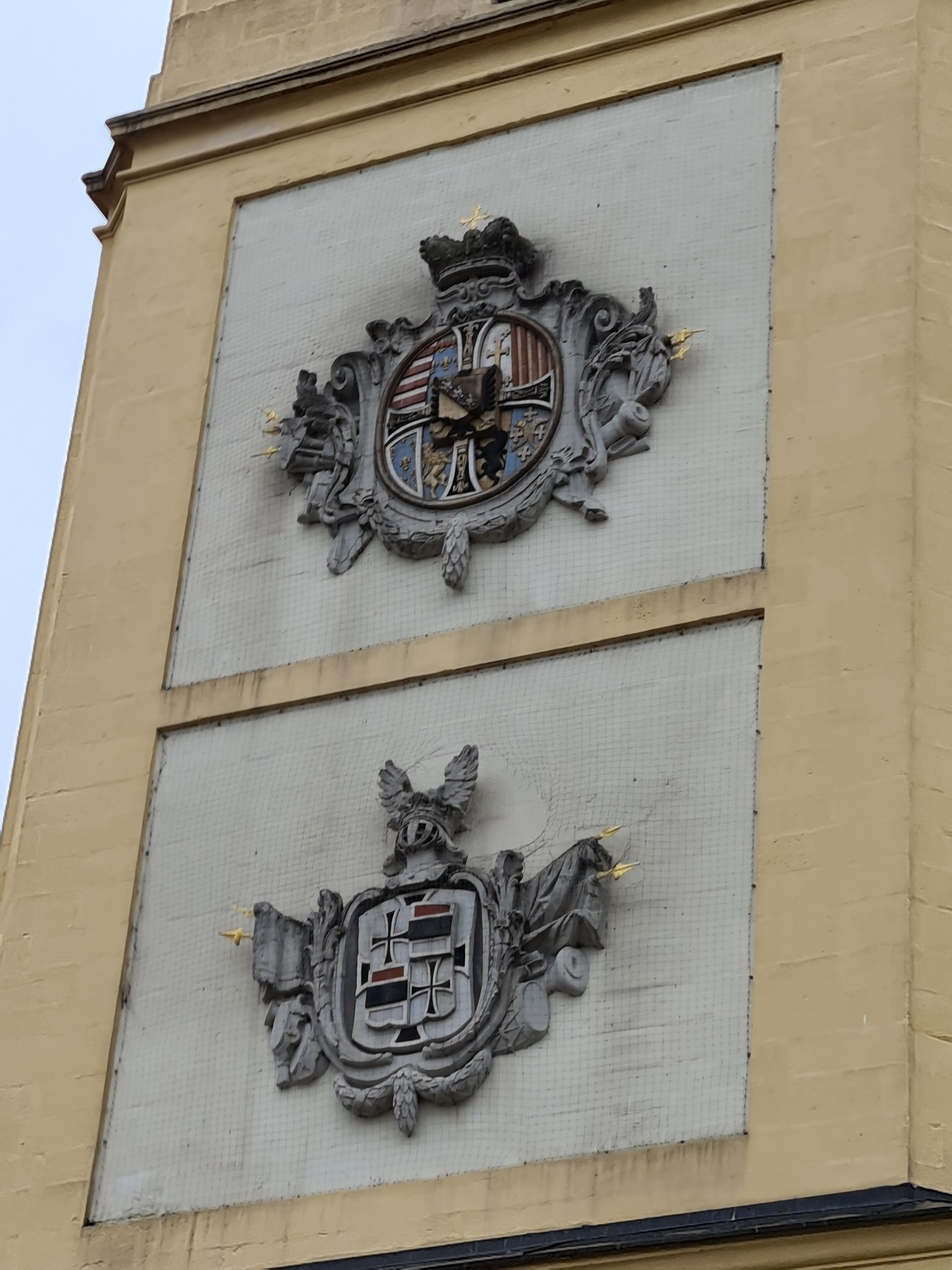
Wappen des Hochmeisters des Deutschen Ordens Prinz Carl Alexander von Lothringen (oben) und des Landkomturs in Ellingen Franz Sigismund Freiherr von Lehrbach (unten), (St. Augustinus Kirche Ellingen - Stopfenheim)

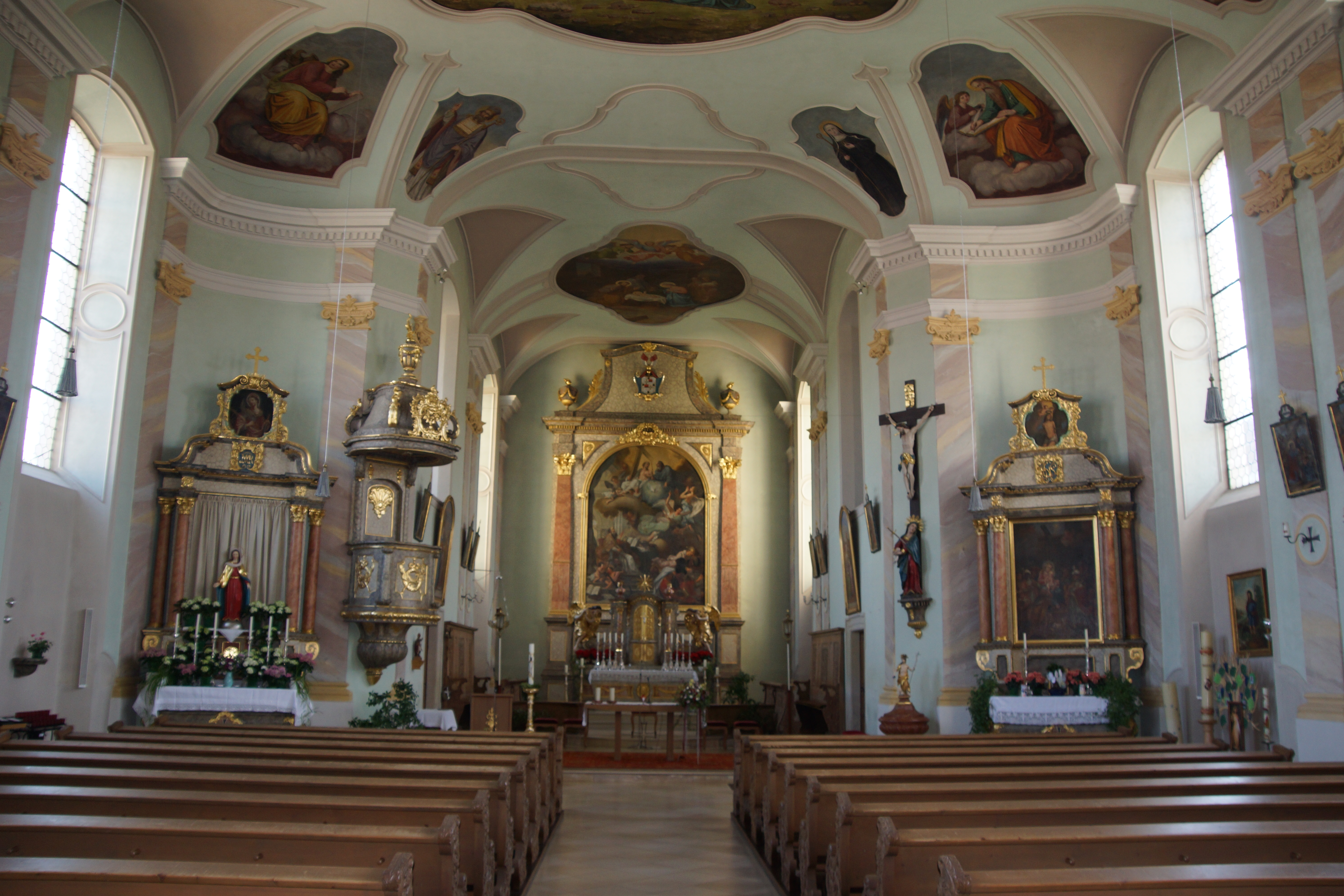
Das Langhaus

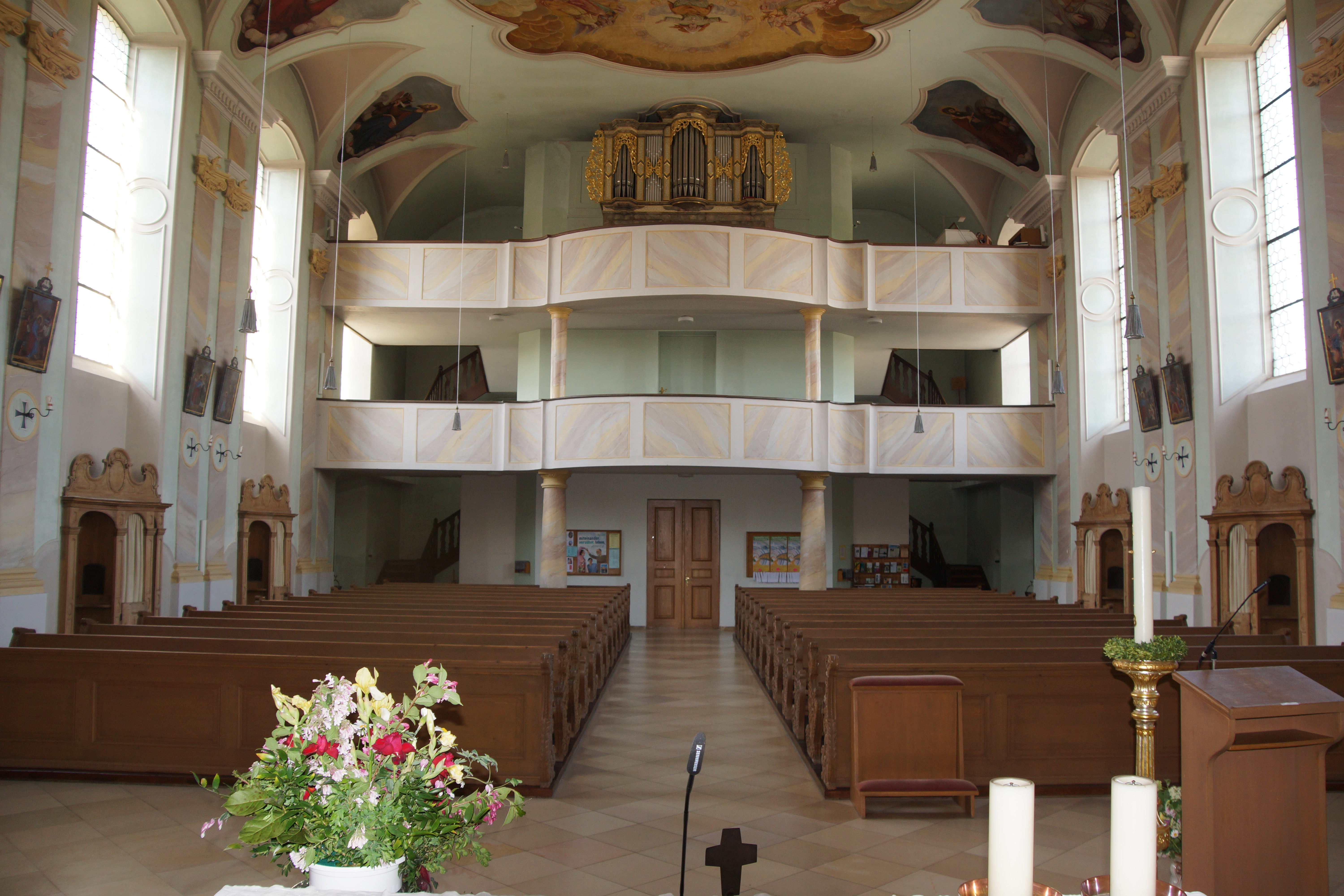
Blick vom Altar in Richtung Orgelempore

Die St.-Augustinus-Kirche (auch St. Augustin) ist eine römisch-katholische Kirche in Stopfenheim, einem Gemeindeteil der Stadt Ellingen im mittelfränkischen Landkreis Weißenburg-Gunzenhausen. Die barocke Deutschordenskirche mit der postalischen Adresse Ellinger Straße 2 ist unter der Denkmalnummer D-5-77-125-163 als Baudenkmal in die Bayerische Denkmalliste eingetragen. Die mittelalterlichen Vorgängerbauten der Kirche sind zusätzlich unter der Nummer D-5-6931-0463 als Bodendenkmal eingetragen. Das Patrozinium ist der hl. Augustinus von Hippo (28. August).

## Lage und Pfarrgemeinde
Die ortsbildprägende Kirche liegt im Ortskern Stopfenheims vor einem großen Platz direkt an der Bundesstraße 13 und unweit des Störzelbachs auf einer Höhe von 453 m ü. NHN. Südlich grenzt direkt der Friedhof an.
Sie ist die Pfarrkirche der zum Pfarreienverbund Weißenburg gehörenden Pfarrei Stopfenheim im Dekanat Weißenburg-Wemding im Bistum Eichstätt. Die katholische Pfarrei St. Augustinus umfasste 2007 insgesamt 1.147 Katholiken. Zu ihr gehört seit 1928 die Expositur St. Nikolaus in Dorsbrunn mit 705 Einwohnern (Stand: 2007; davon 320 Katholiken).

## Baugeschichte
Das Bauwerk hatte drei Vorgängerbauten. Die erste Kirche wurde zwischen 1057 und 1075 vom Eichstätter Bischof Gundekar II., die zweite zwischen 1182 und 1196 von Otto geweiht. An der dritten Pfarrkirche (einer Liebfrauenkapelle) wurde ab 1484 gebaut. Aus der Letzteren wurden Teile der Ausstattung in die heutige Pfarrkirche integriert.
St. Augustinus wurde von Baumeister Matthias Binder, im Auftrag des Freiherrn Franz Sigismund Adalbert von Lehrbach, fränkischer Deutschordens-Landkomtur, zwischen 1773 und 1775 als Saalkirche errichtet und am 29. September 1867 dem hl. Augustinus geweiht. Die Grundsteinlegung war am 22. Juni 1773; die Benediktion am 21. November 1775.

## Architektur und Ausstattung

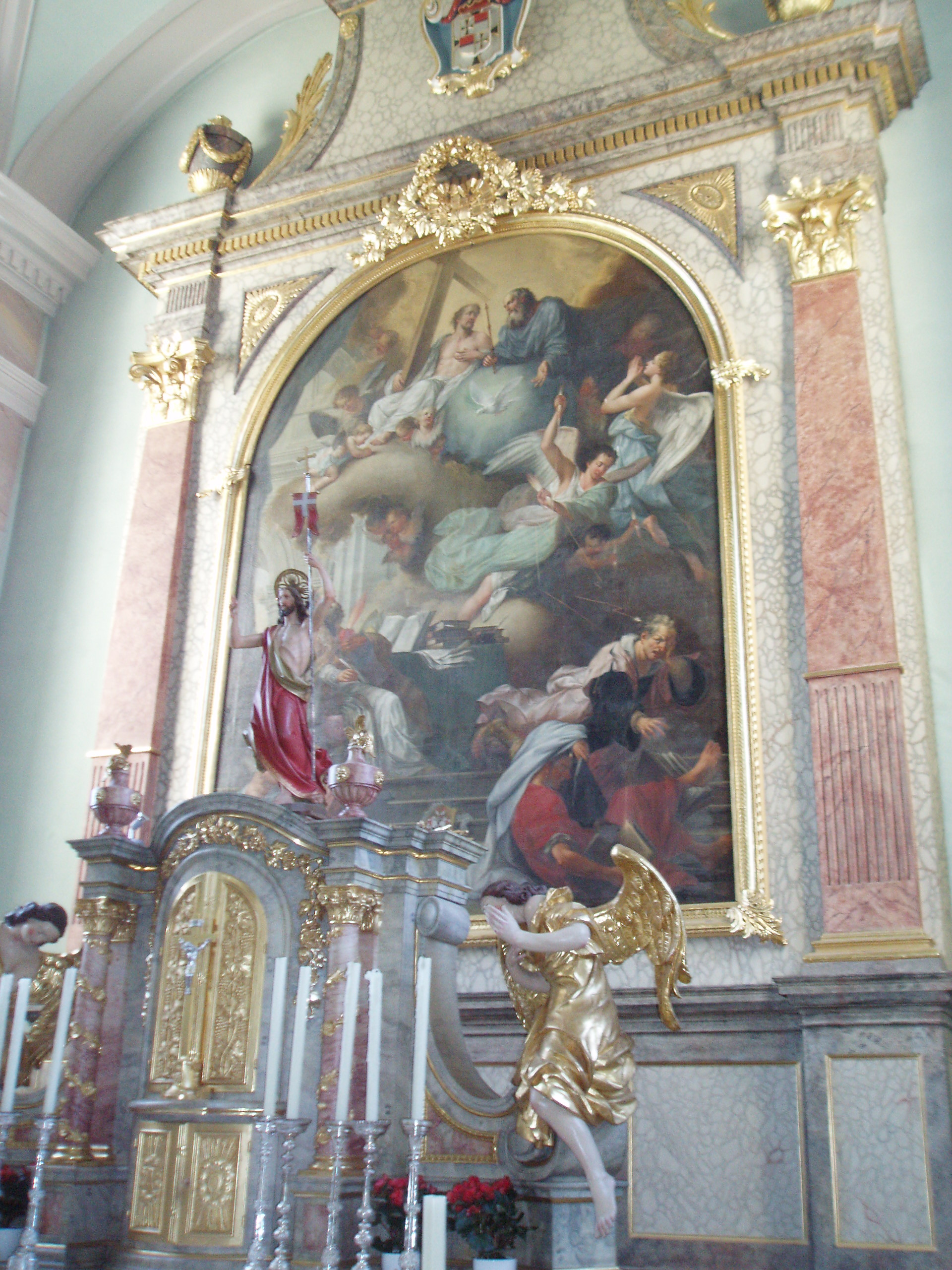
Das Altarbild zeigt den hl. Augustinus

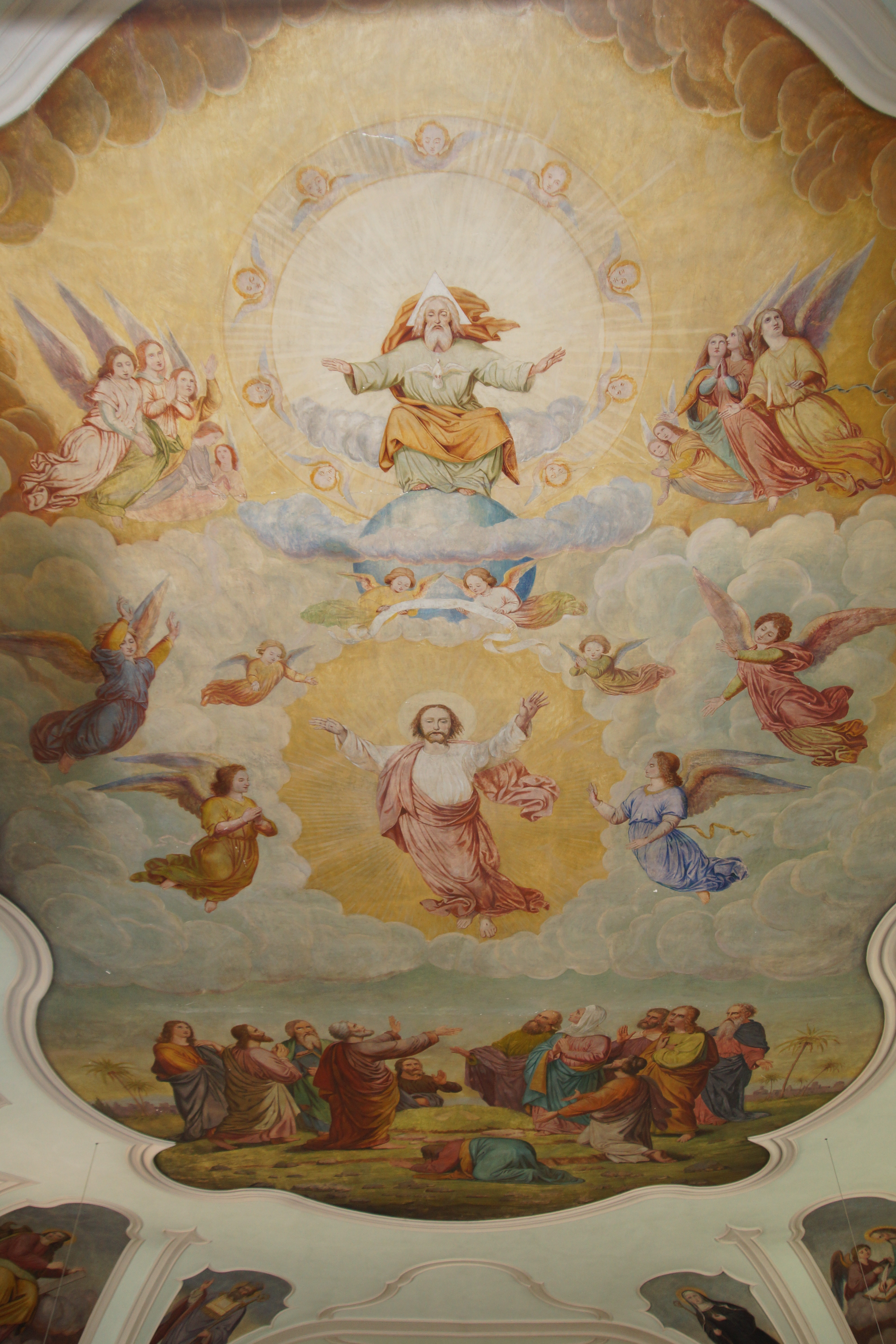
Das Deckengemälde

Die Kirche ist überwiegend Barock, speziell im Spät-Rokoko, gestaltet, jedoch ist sie auch von klassizistischen Elementen beeinflusst, wodurch sie sich von der 50 Jahre jüngeren Georgskirche im nahen Ellingen unterscheidet. Die Schaufront liegt an der Ostseite und wird von mehreren Statuen des Meisters Leonhard Meyer und einem großen Wappen geschmückt. Der aus Sandstein bestehende Turm wird von einer Kuppelhaube mit Laterne gekrönt. Das Mauerwerk ist verputzt. Zu den Statuen von Leonhard Meyer gehören eine überlebensgroße Maria Immaculata, die hl. Elisabeth von Thüringen und der hl. Georg. Der klassizistische Hochaltar wurde um 1782 geschaffen und zeigt den hl. Augustinus, gemalt von Christian Wink. Die Seitenaltäre sind von 1720, die Kanzel wurde um 1780 geschaffen, die Beichtstühle 1776.
Das Langhaus hat die Maße 22,65 m × 14,75 m, das eingezogene Chor 11,55 m × 7,70 m. Das Chorgestühl von 1720 weist ein formenreiches Flachschnitzwerk auf. Die Deckengemälde von Wilhelm Asselborn wurden 1863/1864 im Stile der Historienmalerei geschaffen. Die Gemälde zeigen die Himmelfahrt Jesu Christi, an den Seiten Evangelisten mit Symbolen, der hl. Augustinus, Papst Gregor der Große, der hl. Ambrosius von Mailand und der hl. Hieronymus. Am Übergang zum Chor sind der hl. Willibald von Eichstätt, die hl. Walburga sowie im Chor die Geburt Christi gemalt.